# Wintersport-Weltcups in Ramsau
Dieser Artikel befasst sich mit den Wintersport-Weltcups in Ramsau, die in verschiedenen Wintersportdisziplinen stattfinden. Höhepunkt waren die Nordischen Skiweltmeisterschaften 1999, die hier ausgetragen wurde.

## Sportanlagen

### Sprungschanze

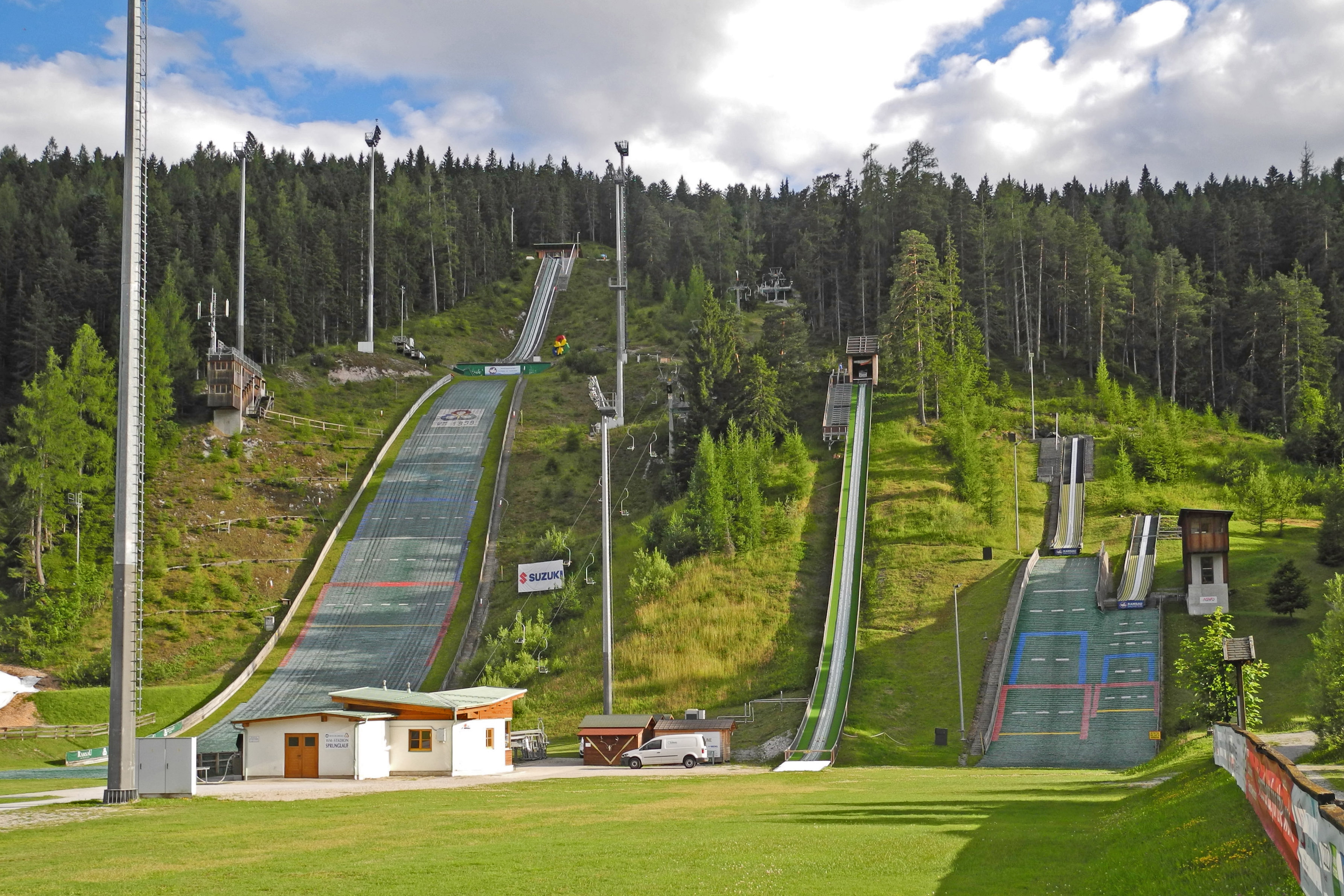
Sprungschanzen in der Ramsau

Die Sprungschanze in der Ramsau ist eine Normalschanze mit einer Hillsize von 98 Metern und einem K-Punkt von 90 Metern. Sie wurde 1995 für die Nordische Skiweltmeisterschaften 1999 errichtet. Den Schanzenrekord hält mit 101 Metern aus dem Jahr 2005 der Japaner Daito Takahashi. Da bei den Nordischen Skiweltmeisterschaften auch Springen auf der Großschanze im Programm stehen, mussten die Wettbewerbe auf diesem Schanzentyp auf die Paul-Außerleitner-Schanze in Bischofshofen verlegt werden.

## Langlauf
Im Skilanglauf finden Weltcuprennen seit der Saison 1983/84 für Männer und 1986/87 für Frauen in der Ramsau statt.

### Ergebnisse Männer und Frauen
| Jahr    | Datum   | Disziplin                   | Sieger                                                                       | Datum  | Disziplin                  | Siegerin                                                              |
| ------- | ------- | --------------------------- | ---------------------------------------------------------------------------- | ------ | -------------------------- | --------------------------------------------------------------------- |
| 1983    | 16. 12. | Klassisch 30 km             | Gunde Svan                                                                   |        |                            |                                                                       |
| 1983    | 17. 12. | Staffel 4 × 10 km           | Italien                                                                      |        |                            |                                                                       |
| 1986    | 10. 12. | Freistil 15 km              | Gunde Svan                                                                   |        | Freistil 10 km             | Marianne Dahlmo                                                       |
| 1988    | 10. 12. | Freistil 15 km              | Torgny Mogren                                                                |        |                            |                                                                       |
| 1988    | 11. 12. | Staffel Klassisch 4 × 10 km | Nicht bekannt                                                                |        |                            |                                                                       |
| 1992    | 12. 12. | Freistil 10 km              | Vegard Ulvang                                                                |        | Klassisch 5 km             | Kateřina Neumannová                                                   |
| 1992    | 13. 12. | Klassisch 15 km             | Bjørn Dæhlie                                                                 |        |                            |                                                                       |
| 1998    | 8. 1.   | Klassisch 15 km             | Thomas Alsgaard                                                              |        | Klassisch 10 km            | Marit Mikkelsplass                                                    |
| 1998    |         |                             |                                                                              | 9. 1.  | Klassisch 5 km             | Bente Skari                                                           |
| 1998    | 10. 1.  | Freistil 30 km              | Thomas Alsgaard                                                              |        |                            |                                                                       |
| 1998    | 11. 1.  | Staffel 4 × 10 km           | Nicht bekannt                                                                |        | Freistil 10 km             | Stefania Belmondo                                                     |
| WM 1999 | 19. 2.  | Freistil 30 km              | Mika Myllylä                                                                 |        | Freistil 15 km             | Stefania Belmondo                                                     |
| WM 1999 | 22. 2.  | Klassisch 10 km             | Mika Myllylä                                                                 |        | Klassisch 5 km             | Bente Skari                                                           |
| WM 1999 | 23. 2.  | Jagdrennen 10 km + 15 km    | Thomas Alsgaard                                                              |        | Jagdrennen 5 km + 10 km    | Stefania Belmondo                                                     |
| WM 1999 | 26. 2.  | Staffel 4 × 10 km           | ÖsterreichAlois Stadlober Markus Gandler Michail Botwinow Christian Hoffmann |        | Staffel 4 × 5 km           | RusslandOlga Danilowa Larissa Lasutina Anfissa Reszowa Nina Gawriljuk |
| WM 1999 |         |                             |                                                                              | 27. 2. | Klassisch 30 km            | Larissa Lasutina                                                      |
| WM 1999 | 28. 2.  | Klassisch 50 km             | Mika Myllylä                                                                 |        |                            |                                                                       |
| 2001    | 22. 12. | Freistil 30 km1             | Per Elofsson                                                                 |        | Freistil 15 km1            | Kristina Šmigun                                                       |
| 2002    | 21. 12. | Jagdrennen 10 km + 10 km    | Axel Teichmann                                                               |        | Jagdrennen 5 km + 5 km     | Bente Skari                                                           |
| 2003    | 20. 12. | Jagdrennen 15 km + 15 km    | Mathias Fredriksson                                                          |        | Freistil 10 km             | Kateřina Neumannová                                                   |
| 2003    | 21. 12. | Freistil 10 km              | Christian Hoffmann                                                           |        | Jagdrennen 7,5 km + 7,5 km | Kristina Šmigun                                                       |
| 2004    | 18. 12. | Freistil 30 km1             | Vincent Vittoz                                                               |        | Freistil 15 km1            | Kristina Šmigun                                                       |

- 1 Massenstartrennen

## Nordische Kombination
In der Nordischen Kombination finden seit der Saison 1997/98 Weltcup-Wettbewerbe auf der K90-Schanze und auf der Langlaufstrecke statt.

### Ergebnisse
| Jahr    | Datum   | Disziplin              | Sieger                                                           |
| ------- | ------- | ---------------------- | ---------------------------------------------------------------- |
| 1998    | 9. 1.   | Einzel K90 NH/15 km    | Bjarte Engen Vik                                                 |
| 1998    | 13. 1.  | Sprint K90 NH/7,5 km   | Kenneth Braaten                                                  |
| WM 1999 | 20. 2.  | Einzel K90 NH/15 km    | Bjarte Engen Vik                                                 |
| WM 1999 | 25. 2.  | Team K90 NH/4 × 5 km   | FinnlandHannu Manninen Tapio Nurmela Jari Mantila Samppa Lajunen |
| WM 1999 | 27. 2.  | Sprint K90 NH/7,5 km   | Bjarte Engen Vik                                                 |
| 2002    | 13. 1.  | Einzel K90 NH/15 km1   | Felix Gottwald                                                   |
| 2003    | 8. 1.   | Sprint K90 NH/7,5 km   | Samppa Lajunen                                                   |
| 2005    | 17. 12. | Einzel HS100 NH/10 km1 | Petter Tande                                                     |
| 2005    | 18. 12. | Sprint HS100 NH/7,5 km | Magnus Moan                                                      |
| 2006    | 16. 12. | Einzel HS98 NH/10 km1  | Christoph Bieler                                                 |
| 2006    | 17. 12. | Sprint HS98 NH/7,5 km2 | Magnus Moan                                                      |
| 2007    | 15. 12. | Einzel HS98 NH/10 km1  | Björn Kircheisen                                                 |
| 2007    | 16. 12. | Sprint HS98 NH/7,5 km2 | Björn Kircheisen                                                 |
| 2008    | 20. 12. | Einzel HS98 NH/10 km   | Bill Demong                                                      |
| 2008    | 21. 12. | Einzel HS98 NH/10 km   | Björn Kircheisen                                                 |

- 1 Massenstartrennen
- 2 Hurricane-Sprint

## Skispringen
Weltcupveranstaltungen im Skispringen wurden auf der K90-Schanze zweimal ausgetragen und jeweils von Japanern gewonnen. In den aktuellen Weltcup-Kalendern sind Normalschanzen nicht mehr im Programm.

### Ergebnisse
| Jahr    | Datum  | Schanze | Sieger           |
| ------- | ------ | ------- | ---------------- |
| 1998    | 11. 1. | K90 NH  | Masahiko Harada  |
| WM 1999 | 26. 2. | K90 NH  | Kazuyoshi Funaki |